# Taxe au tonnage
La taxe au tonnage est un mécanisme de taxation qui peut être appliqué aux armateurs. La taxe est déterminée par le tonnage net de l'ensemble de la flotte de navires exploités ou utilisés par une entreprise. C'est sur la base de cette variable que la fiscalité est ensuite appliquée.
Étant donné que la taxe perçue est indépendante du volume de matériel transporté et du bénéfice d'exploitation d'une compagnie maritime, elle est moins complexe à gérer pour les autorités fiscales et les compagnies maritimes, amenant des recettes prévisibles. Ce mode de taxation est basé sur une variable objectivement mesurable - le tonnage net - par des organismes de certification indépendants qui déterminent la capacité de transport des navires. Dans la pratique internationale actuelle, les régimes de taxation au tonnage sont utilisés pour encourager la modernisation et l'amélioration des performances environnementales des flottes marchandes. Pour bénéficier du régime, applicable sur une période de dix ans, l’entreprise doit avoir au moins 25 % de sa flotte sous pavillon européen et la majeure partie de l’équipage stratégique (officiers et commandants de bord) basée sur le territoire national.
La Grèce a été le premier pays à introduire une taxe au tonnage en 1957. Aujourd'hui, les règles de taxation au tonnage sont appliquées dans de nombreux pays dont le Japon, l'Inde, Hong Kong, la Norvège mais aussi 18 pays de l'Union européenne. Le dernier régime de taxation au tonnage à avoir reçu l'approbation de la Commission européenne est le régime de taxation au tonnage à Malte le 19 décembre 2017. En 2023, la taxe au tonnage concerne 23 pays européens et correspond à 86% de la flotte mondiale. L’ensemble des leaders du secteur maritime sont ainsi concernés : MSC, Maersk, Hapag-Lloyd, CMA-CGM, Cosco (Chine), ONE (Japon).
En France, l’impact fiscal de la taxe au tonnage est difficile à évaluer, puisqu’il est fluctuant, entre 15 et 200 millions d’euros estimés pour l’ensemble des flottes françaises entre 2010 et 2020. À la suite de la forte hausse des profits du secteur après la crise Covid, la Cour des Comptes a estimé le différentiel de rentrée fiscale entre la taxe au tonnage et l’impôt sur les sociétés en France en 2022 à 3,8 milliards d’euros pour les sociétés concernés, ceux ci peuvent être désignés comme « superprofit ». Néanmoins, avec le retour à la normale des taux de fret et la baisse des profits du secteur cette année, l’impact anticipé par Bercy pour les finances publiques descendrait à un milliard d’euros en 2024, et diminuerait encore les années suivantes.
La taxe au tonnage concernant la quasi totalité de la flotte mondiale, sa suppression pourrait mettre les armateurs français en grande difficulté, puisqu'ils seraient désavantagés par rapport à leurs concurrents. Ceux-ci pointent les risques pour la souveraineté maritime française, avec des conséquences négatives pour la filière industrielle navale française et les plus de 500 000 emplois directs et indirects des activités portuaires et de transport maritime en France. Le secteur du commerce maritime représentait ainsi en 2023 72 % des importations et des exportations françaises.
Le financement de la décarbonation des navires étant également lié à la taxe au tonnage, sa remise en cause pourrait ralentir les efforts du secteur, alors que 90% des marchandises françaises arrivent par la mer. CMA CGM, qui réinvestit une large part de ses bénéfices, a alerté sur le fait que près d'un milliard d'euros manqueraient en 2025-2026 pour financer de nouveaux navires carburant au GNL ou au méthanol du fait de la contribution fiscale exceptionnelle demandée au secteur en 2024.